# Leatop Plaza
Il Leatop Plaza è un grattacielo di 66 piani, alto 302,7 metri, situato nella città di Canton, nella provincia cinese del Guangdong. La costruzione è iniziata nel 2008 ed è stata ultimata nel 2012.